# Krajno Drugie
Krajno Drugie – wieś w Polsce położona w województwie świętokrzyskim, w powiecie kieleckim, w gminie Górno.
| SIMC    | Nazwa             | Rodzaj    |
| ------- | ----------------- | --------- |
| 0238960 | Budki             | część wsi |
| 0238977 | Krajno Południowe | część wsi |
| 0238983 | Łęki              | część wsi |
| 0238990 | Racerzeka         | część wsi |

W latach 1975–1998 miejscowość administracyjnie należała do województwa kieleckiego.